# ولسوالی اسعدآباد
اسعدآباد یکی از ولسوالی‌های ولایت کنر در شمال خاوری افغانستان است. جمعیت این ناحیه نزدیک به ۲۹۱۷۷ نفر اعلام شده‌است.